# Chorebus asperrimus
Chorebus asperrimus är en stekelart som beskrevs av Griffiths 1968. Chorebus asperrimus ingår i släktet Chorebus och familjen bracksteklar. Inga underarter finns listade i Catalogue of Life.